# جو هانت
جو هانت (بالإنجليزية: Joe Hunt)‏ مواليد 17 فبراير 1919 في سان فرانسيسكو - الوفاة 2 فبراير 1945 في دايتونا بيتش، فلوريدا، الولايات المتحدة، كان لاعب كرة مضرب أمريكي بدأ مسيرته كمحترف سنة 1935 وكان يلعب باليد اليمنى. كما أنه أحد أبطال الجراند سلام. أعلى تصنيف له في الفردي كان المركز الـ 5 في سنة 1943.

## وفاته
توفي إثر سقوط طائرة في ساحل فلوريدا خلال فترة الحرب العالمية الثانية.

## النهائيات

### الفردي: 1 (الألقاب 1, الوصافة 0)
| النتيجة | السنة | الدورة | المنافس   | النتيجة             |
| الفوز   | 1943  | 1943   | جاك كرامر | 6–3, 6–8, 10–8, 6–0 |

## روابط خارجية
- جو هانت على موقع رابطة محترفي التنس (الإنجليزية)
- جو هانت على موقع الاتحاد الدولي لكرة المضرب (الإنجليزية)
- جو هانت على موقع كأس ديفيز (الإنجليزية)
- جو هانت على موقع قاعة مشاهير كرة المضرب الدولية (الإنجليزية)
- جو هانت على موقع خلاصة التنس.كوم (الإنجليزية)